# The Queen of Sheba

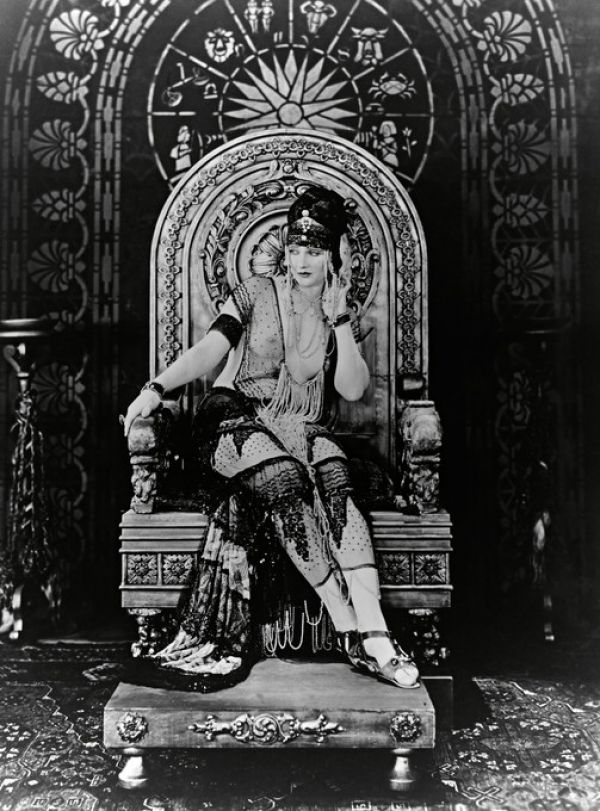
Betty Blythe como la Reina de Saba.

La reina de Saba es una película dramática muda de 1921 producida por los estudios Fox sobre la historia del legendario idilio entre Salomón, rey de Israel, y la reina de Saba. Escrita y dirigida por J. Gordon Edwards, la protagonizan Betty Blythe como la reina y Fritz Leiber Sr. como el rey Salomón. La película es bien conocida por los atrevidos vestidos llevados por Blythe, como evidencian varias fotos de escenas tomadas durante la producción. Solo subsiste un breve fragmento de la película.

## Reparto
- Betty Blythe como Reina de Saba
- Fritz Leiber como rey Salomón
- Claire de Lorez como Reina Amrath
- George Siegmann como Rey Armud de Saba
- Herbert Heyes como Tamaran
- Herschel Mayall Como Menton
- G. Raymond Nye como Adonías
- George Nichols como rey David
- Genevieve Blinn como Betsabé
- Pat Moore como hijo de Saba
- Joan Gordon como Nomis, hermana de la reina de Saba
- William Hardy como Olos
- Paul Cazeneuve como el enviado del faraón
- John Cosgrove como rey de Tiro
- Nell Craig como princesa Vashti
- Al Fremont como capitán del ejército
- Earl Crain como Joab
- Al Hoxie como auriga (sin acreditar)
- Robert Livingston (sin acreditar)

## Producción
La película fue originalmente pensada para Theda Bara pero Bara escogió no renovar su contrato y, después de hacer la desafortunada Kathleen Mavourneen, se retiró de las películas. Mientras se rodaba Mavourneen, comenzó la construcción de los decorados para La reina de Saba. No queriendo desperdiciarlos, William Fox escogió poner a Betty Blythe en el papel. La película fue un gran éxito.

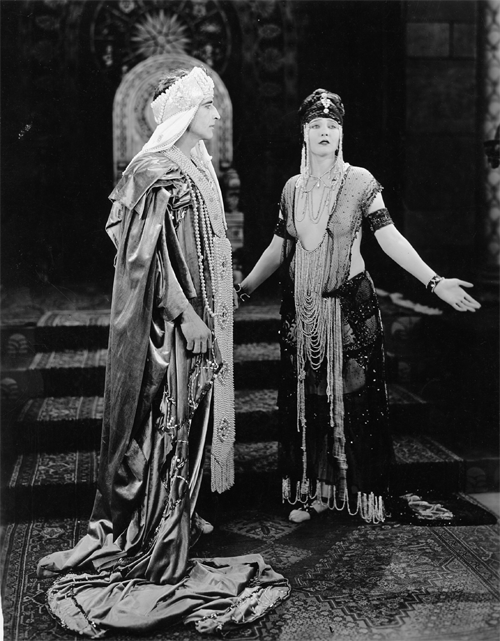
Fritz Leiber, Sr. y Betty Blythe en La Reina de Saba.

Al igual que sus predecesoras Cleopatra y Salomé, se trató de una superproducción con enormes y lujosos decorados a tamaño real y miles de extras para recrear multitudes ante palacios y ejércitos en batalla. La productora centró la publicidad además de en el escaso vestuario de la protagonista, en la carrera de carros con la que Saba reta a la princesa Vashti a su llegada a Jerusalén y, de hecho, en la promoción incluyó durante los estrenos la presencia de un carro de guerra ante los principales cines del país.
La escena, una especie de precedente en femenino de la vista en la posterior Ben-Hur, fue supervisada por Tom Mix aunque en los títulos de crédito aparece como coordinador y especialista el actor, director y guionista Carl Harbaugh. El actor y especialista Al Hoxie, fue el doble de Ruth Roland (princesa Vasthi). Los planos generales fueron alternados con planos medios y cortos de las actrices.

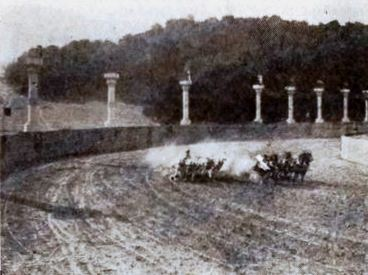
La carrera de carros, fotograma publicado en el Exhibitors Herald.

## Estado
La película se presumía perdida, un incendio en 1937 en la bóveda de archivos en Nueva Jersey de la productora destruyó la mayoría de los negativos y copias de las películas mudas de la Fox, y probablemente también de este film. Sin embargo, en mayo de 2011, fue encontrado un fragmento de 17 segundos; aunque inicialmente identificado con uno de Cleopatra (1917), una comparación con imágenes fijas de la película llevó a la identificación correcta.

## Véase también

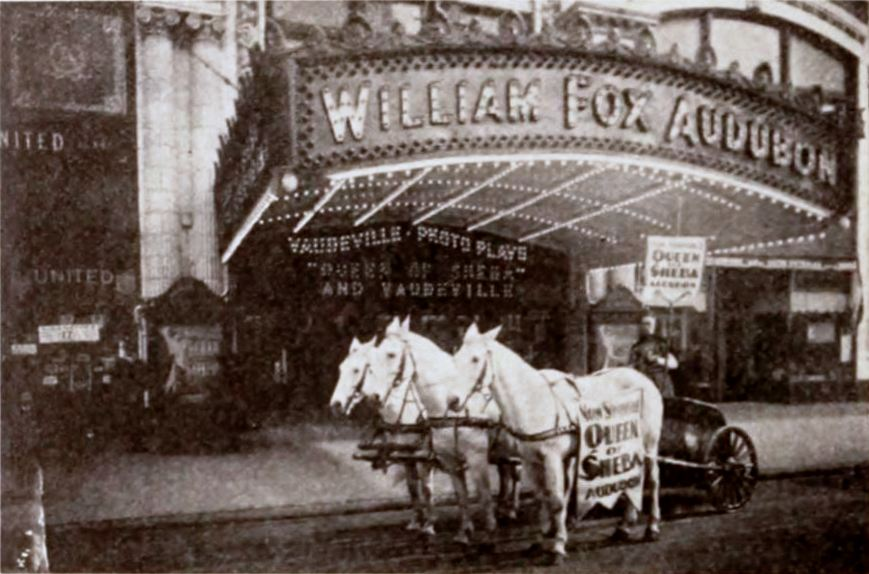
El carro promocional de la película ante el Audobon Theatre de Washington Heighs, Nueva York.

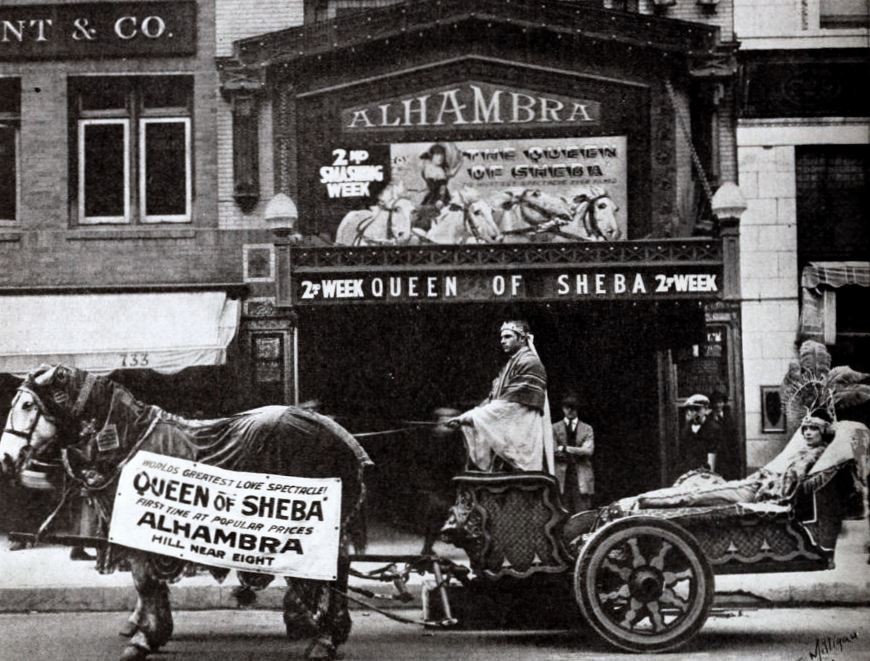
El carro promocional de la película ante el Alhambra Teatre de Los Ángeles, California.